# Parafia Najświętszego Serca Pana Jezusa we Wrocławiu
Parafia Najświętszego Serca Pana Jezusa we Wrocławiu znajduje się w dekanacie Wrocław północ III (Psie Pole) w archidiecezji wrocławskiej. Jej proboszczem jest ks. Michał Machał. Obsługiwana przez księży archidiecezjalnych. Erygowana w 1965. Mieści się przy ulicy Starodębowej.

## Zasięg parafii
Do parafii należą wierni z miejscowości: Pruszowice (5 km), Ramiszów od nr 60 (1,5 km) oraz mieszkańcy Wrocławia z ulic; Astrowa, Azaliowa, Barwinkowa, Bratkowa, Daliowa, Forsycjowa, Groszkowa, Hiacyntowa, Jaśminowa, Jeziorowa, Konwaliowa, Krokusowa, Liliowa, Macierzankowa, Malwowa, Mieczykowa, Mirtowa, Nagietkowa, Pawłowicka, Przebiśniegowa, Przedwiośnie, Przylaszczkowa, Ruciana, Sasankowa, Starodębowa, Stokrotkowa, Szafranowa, Szarotkowa, Widawska, Zawilcowa, Złocieniowa.